# Sietas Typ 150
Der Typ 150 ist ein Mehrzweck-Containerschiffstyp der Sietas-Werft in Hamburg-Neuenfelde. Von 1992 bis 1993 entstanden drei Einheiten dieser Baureihe.

## Geschichte
Die beiden ersten Schiffe des Typs 150 bestellte der Korrespondentreeder John-Peter Wulff aus Kollmar für die Partenreedereien MS „Hermann“ John-Peter Wulff KG und MS „Ilse“ John-Peter Wulff KG. Die Kiellegung der zwei Einheiten fand am 30. November 1992 statt. Das Typschiff Hermann lief am 16. Januar 1993 vom Stapel und absolvierte am 14. April seine Probefahrt. Es wurde am 16. April 1993 abgeliefert und einen Tag später als Deppe Europe im Auftrag der Deppe-Linie GmbH & Co. KG in Fahrt gesetzt. Das zweite Schiff, die Ilse, schwamm am 6. März 1993 auf und machte am 15. Juni die erste Probefahrt. Ihre Ablieferung erfolgte am 19. Juni 1993. Beide Schiffe kamen infolge zahlreicher Vercharterungen und durch spätere Verkäufe weltweit zum Einsatz. Die Hermann wurde im Frühjahr 2015 und die Ilse im Frühjahr 2016 in Alang (Indien) verschrottet.

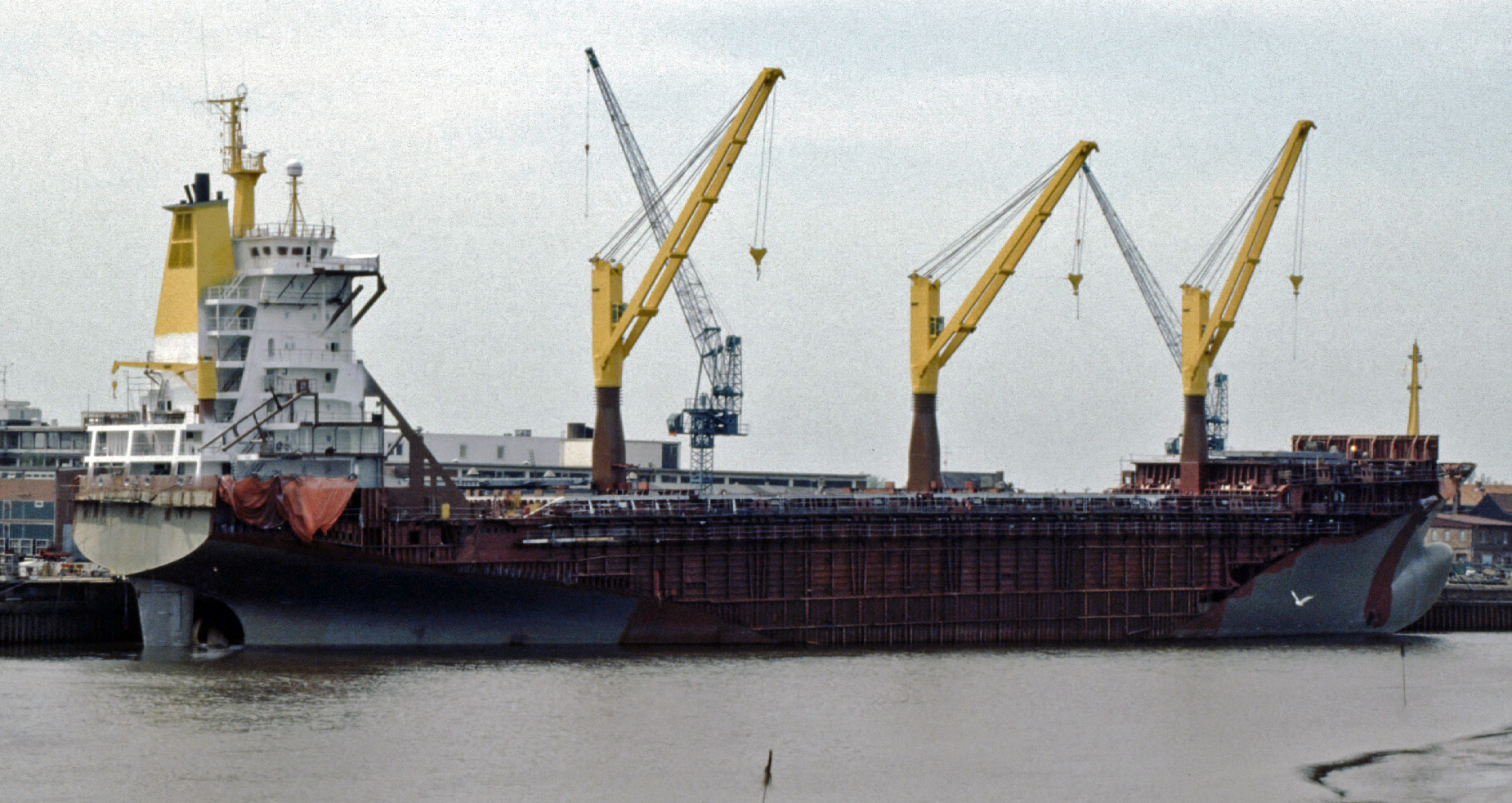
La Paloma ohne Außenhülle bei der Sietas-Werft

Das dritte Schiff der Baureihe orderte die Kiepe-Schepers KG aus Haren/Ems für die Partenreederei Kiepe-Schepers Containerschiff KG MS „La Paloma“. Die La Paloma lief am 15. Mai 1993 vom Stapel und absolvierte am 12. August ihre erste Probefahrt. Sie wurde am 19. August 1993 abgeliefert und am selben Tag in Fahrt gesetzt. Anfang 2011 veräußerte Reederei Kiepe-Schepers das Schiff an die Elbe Shipping GmbH & Co. KG in Drochtersen, die es in Rike umbenannte und bereits im Folgejahr zur Verschrottung an die Abwrackwerft Civet Guandong Scrapyard in China weiterverkaufte.
Der Bau des 24,50 Meter breiten Typs 150 bereitete der J. J. Sietas KG einige Probleme. Die Schiffe konnten nicht komplett auf der Sietas-Werft montiert werden, weil sie sonst nicht durch die damals nur 22 Meter breite Durchfahrt des Estesperrwerks gepasst hätten. Die Doppelhüllenschiffe erhielten daher auf der Sietas-Werft lediglich ihre innere Rumpfhülle, mittschiffs ließ man Teile der Spanten und die Außenhülle weg. Auf diese Weise waren sie schmal genug, um durch das Sperrwerk geschleppt zu werden. Die Komplettierung der Bordwände sowie die Endfertigung der bereits mit Deckshäusern versehenen Neubauten erfolgten auf der Norderwerft, die damals zur Sietas-Gruppe gehörte. Um künftig größere Schiffstypen bauen zu können, setzte sich Hinrich Sietas anschließend massiv für einen Umbau des Estesperrwerks ein, der im Jahr 1996 begann. Die auf 40 Meter verbreiterte Durchfahrt des Sperrwerks wurde 1999 in Betrieb genommen.

## Technik
Die in Sektionsbauweise gefertigten Doppelhüllenschiffe waren 181,50 Meter lang und 24,50 Meter breit. Sie verfügten über je drei NMF-Ladekräne mit einer maximalen Traglast von 45 t. Die Tragfähigkeit der drei Schiffe variierte zwischen 21.540 dwt (Hermann) und 21.647 dwt (La Paloma). Sie konnten bis zu 1661 20-Fuß-Standardcontainer (TEU) oder alternativ 789 40-Fuß-Standardcontainer (FEU) plus 82 TEU stauen. Bei einem Durchschnittsgewicht von 14 t je Container durfte aus Stabilitätsgründen maximal 1100 TEU geladen werden. An Bord befanden sich Anschlüsse für 200 Kühlcontainer. Der Typ 150 besaß vier kastenförmige Laderäume mit hydraulischen Faltlukendeckeln. Die Laderäume hatten einen Rauminhalt von 30.551 m³ (29.515 m³ Ballenraum).
Die Schiffe wurden von einem 12.500 kW leistenden Dieselmotor des Typs MAN-B&W 9L58/64 angetrieben, der über ein Untersetzungsgetriebe auf einen Verstellpropeller wirkte. Für An- und Ablegemanöver hatten sie ein elektrisch angetriebenes Bugstrahlruder mit 750 kW Leistung. An Bord befanden sich zwei Dieselgeneratoren und ein Wellengenerator zur Stromerzeugung. Zusätzlich war ein Notgenerator verbaut worden. Der Typ 150 war für Fahrten in eisfreien Gewässern beziehungsweise für sehr leichte Eisverhältnisse ausgelegt (Eisklasse E).

## Die Schiffe
| Sietas Typ 150 | Sietas Typ 150 | Sietas Typ 150 | Sietas Typ 150                    | Sietas Typ 150               | Sietas Typ 150 |
| Bauname        | Bau- nummer    | IMO- Nummer    | Kiellegung Stapellauf Ablieferung | Auftraggeber                 | Umbenennungen und Verbleib |
| -------------- | -------------- | -------------- | --------------------------------- | ---------------------------- | --- |
| Hermann        | 1051           | 9056272        | 30.11.1992 16.01.1993 16.04.1993  | KR John-Peter Wulff, Kollmar | 4/1993 Deppe Europe → 10/1993 Hermann → 10/1993 Contship New York → 3/1995 CCNI Angol → 3/1996 Hermann → 3/1996 Sea Harmony → 10/1997 Hermann → 2/1998 Maersk Aarhus → 12/1998 Hermann → 2/1999 MSC Cali → 7/1999 Hermann → 8/1999 Direct Kea → 2/2001 Hermann → 6/2002 P&O Nedlloyd Contonou → 6/2003 Hermann → 11/2004 Inaba → 7/2006 Manuela, am 15. April 2015 zum Abwracken in Alang (Indien) auf den Strand gesetzt |
| Ilse           | 1052           | 9056284        | 30.11.1992 06.03.1993 19.06.1993  | KR John-Peter Wulff, Kollmar | 10/1993 Contship Rotterdam → 9/1994 Ilse Wulff → 3/1995 TSL Unity → 2/1998 Maersk Piraeus → 10/1998 Maersk Pretoria → 3/1999 Ilse Wulff → 8/1999 Direct Kookaburra → 2/2001 Ilse Wulff → 8/2001 Nigeria Star → 4/2003 Ilse Wulff → 8/2006 Kollmar, am 8. März 2016 zum Abwracken in Alang (Indien) auf den Strand gesetzt                                                                                                 |
| La Paloma      | 1049           | 9064035        | 20.01.1993 15.05.1993 19.08.1993  | Kiepe-Schepers KG, Haren/Ems | 11/1994 Red Sea Expert → 7/1995 Expert → 1/1996 La Paloma → 6/1998 Niver Med → 4/1999 Lykes Osprey → 3/2001 La Paloma → 9/2005 CMA CGM Capricorne → 12/2008 La Paloma → 3/2011 Rike, ab dem 28. Dezember 2012 auf der Werft Civet Guandong Scrapyard (China) verschrottet |